# Dadipark
Dadipark was een 12 hectare groot recreatiepark in België. Het domein ligt in het dorpscentrum van Dadizele. Het bestond van 1950 tot 2002. Na de sluiting kwamen er diverse reddingsplannen; niettemin werd het park in 2012 gesloopt.
Dadipark werd in 1950 geopend onder invloed van de lokale pastoor Gaston Deweer. Dadizele was op dat moment reeds een toeristische bestemming; veel mensen kwamen er op bedevaart in de Basiliek van Onze-Lieve-Vrouw van Dadizele. Het park evolueerde van een speelplein voor de kinderen van de bezoekers van de basiliek tot een zelfstandig pretpark. Het was niet gericht op grote moderne attracties, maar was eerder een laagdrempelig en betaalbaar park voor kleine kinderen. Uithangbord was een 800 meter lange hangbrug aan de randen van het domein, de langste van Europa.

## Sluiting en toekomst

### Sluiting
In 2000 gebeurde er een ongeluk in het park waarbij een jongen uit Kortrijk bijna zijn arm verloor tijdens een rit in de attractie Nautic Jet. Dit ongeluk was het laatste in een reeks incidenten, maar ook het zwaarste ongeluk in de geschiedenis van Dadipark. Na het ongeval begonnen mensen meer te klagen over de veiligheid in het park en het aantal bezoekers liep terug. In 2002 werd aangekondigd dat het park voor een jaar gesloten zou worden voor renovatie, maar het park is sindsdien niet meer geopend.
Tegenvallende financiële resultaten en de keiharde concurrentie van grotere attractieparken zorgde ervoor dat het speel- en doepark genoodzaakt was te sluiten.

### Toekomst
In de jaren na de sluiting toonden verschillende bedrijven interesse om het park over te nemen en te vernieuwen. Veel van de plannen botsten op financiële haalbaarheid en de stedenbouwkundig voorschriften van het terrein. Het is ingekleurd als gebieden voor dagrecreatie volgens het gewestplan.
In 2005 werd het actiecomité Red het Dadipark opgericht om de herontwikkeling en heropening van het park te bespoedigen. In 2011 was er echter nog steeds geen enkel vooruitzicht op herontwikkeling van het park omdat het niet lukte investeerders aan te trekken. Heropening leek daardoor meer dan ooit onwaarschijnlijk. Op 20 september 2011 werd bekendgemaakt dat het gemeentebestuur van Moorslede een sloopvergunning had goedgekeurd en een opruimactie wilde organiseren. Deze sloop werd in juli 2012 gestart. Naast de overgebleven beschermde bomen blijft nagenoeg niets bewaard van het oorspronkelijke Dadipark. Op dat moment waren nog geen duidelijke plannen voor de nieuwe ontwikkeling van de site.

### Groene recreatie en woonzone
In 2015 lanceerde het gemeentebestuur van Moorslede, de provincie West-Vlaanderen en de eigenaar een initiatief om een nieuwe invulling te geven aan het oude pretpark. Deze plannen, "de Hoven van Dadi" genaamd, waarbij op de terreinen woningen en een speeltuin komen, en de Heulebeek meer ruimte krijgt. Hiertoe wordt een ruimtelijk uitvoeringsplan (RUP) opgemaakt.

## Afbeeldingen

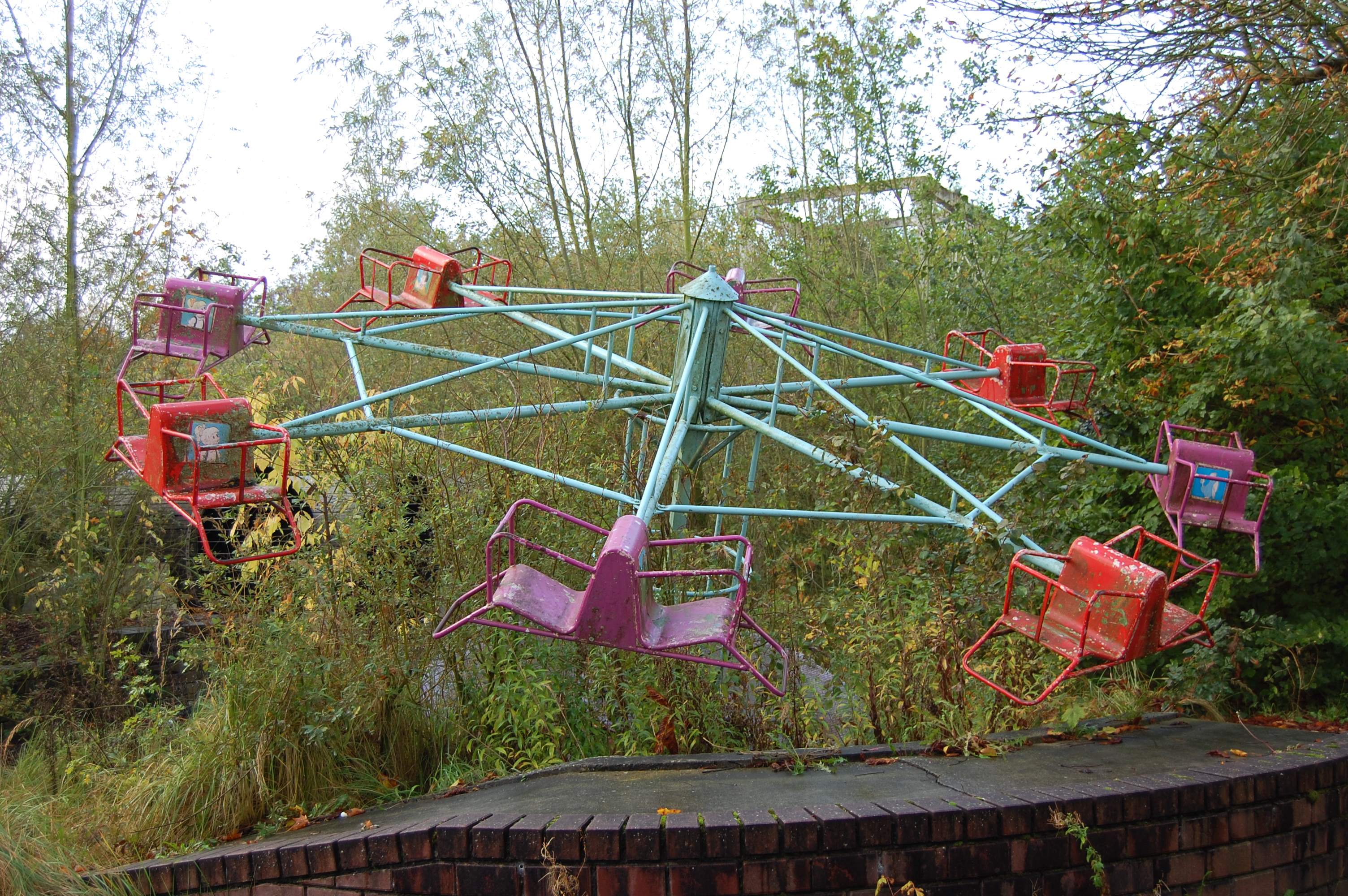
Een attractie
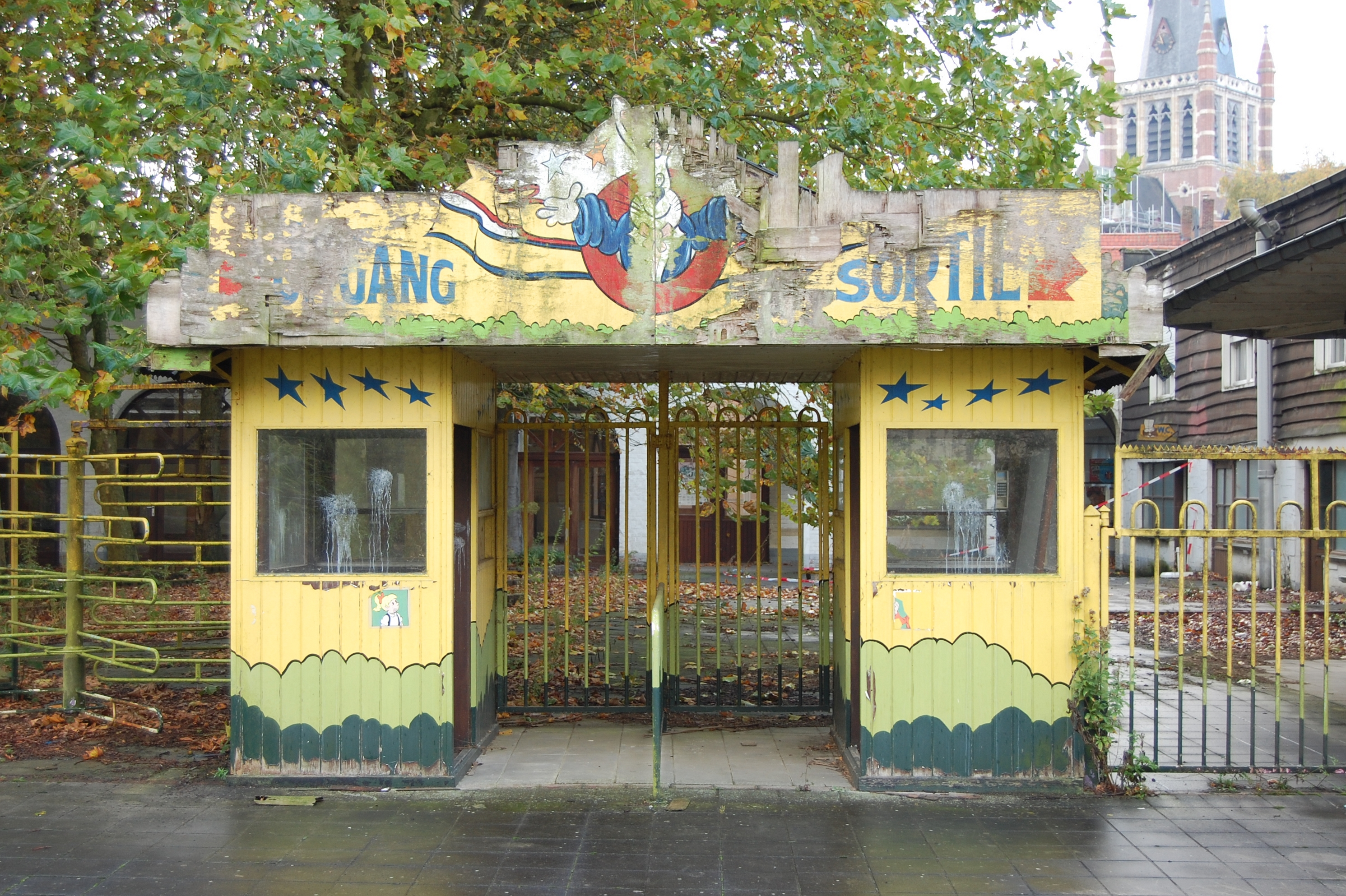
De originele hoofdingang
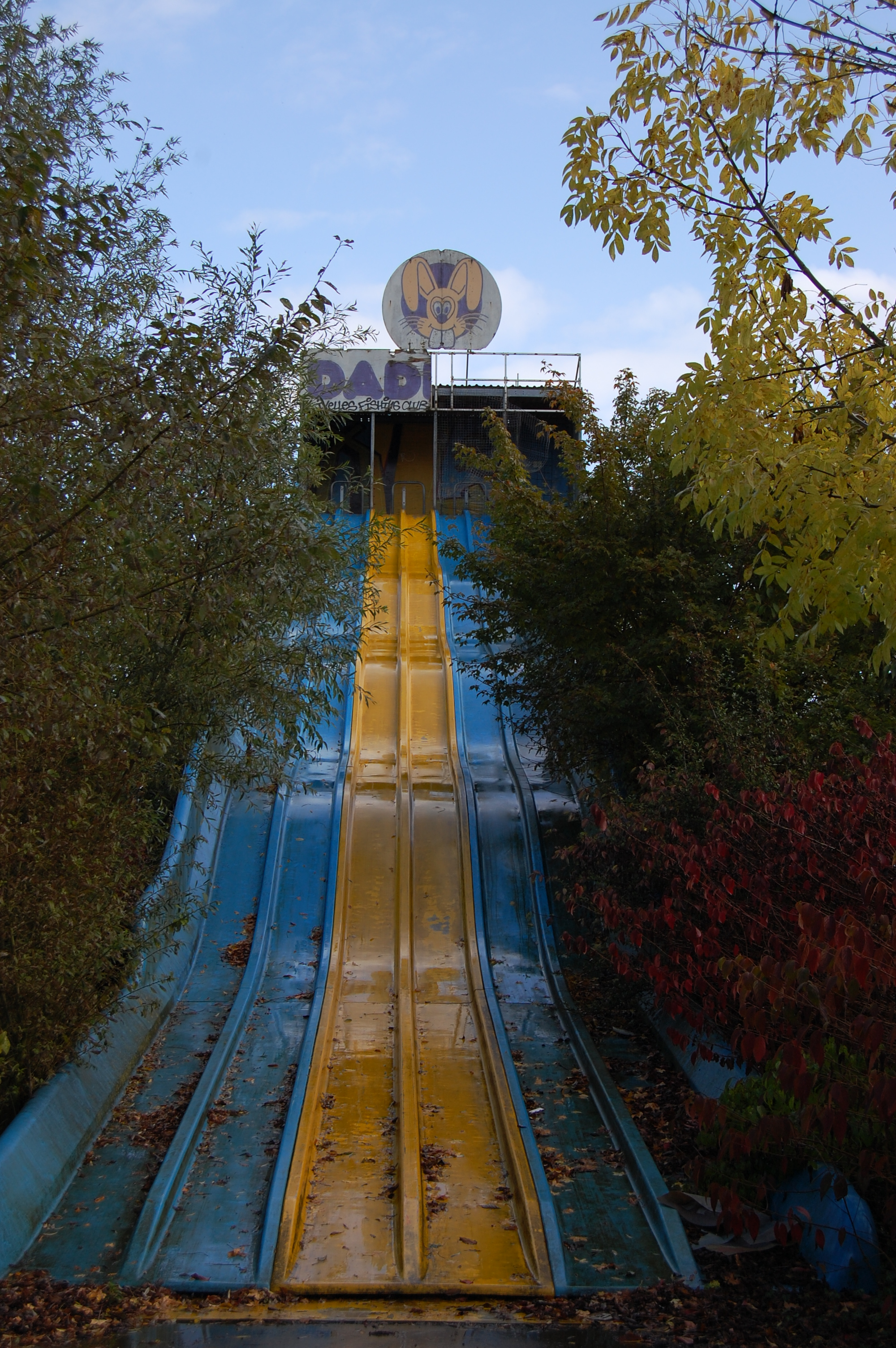
De grote glijbaan
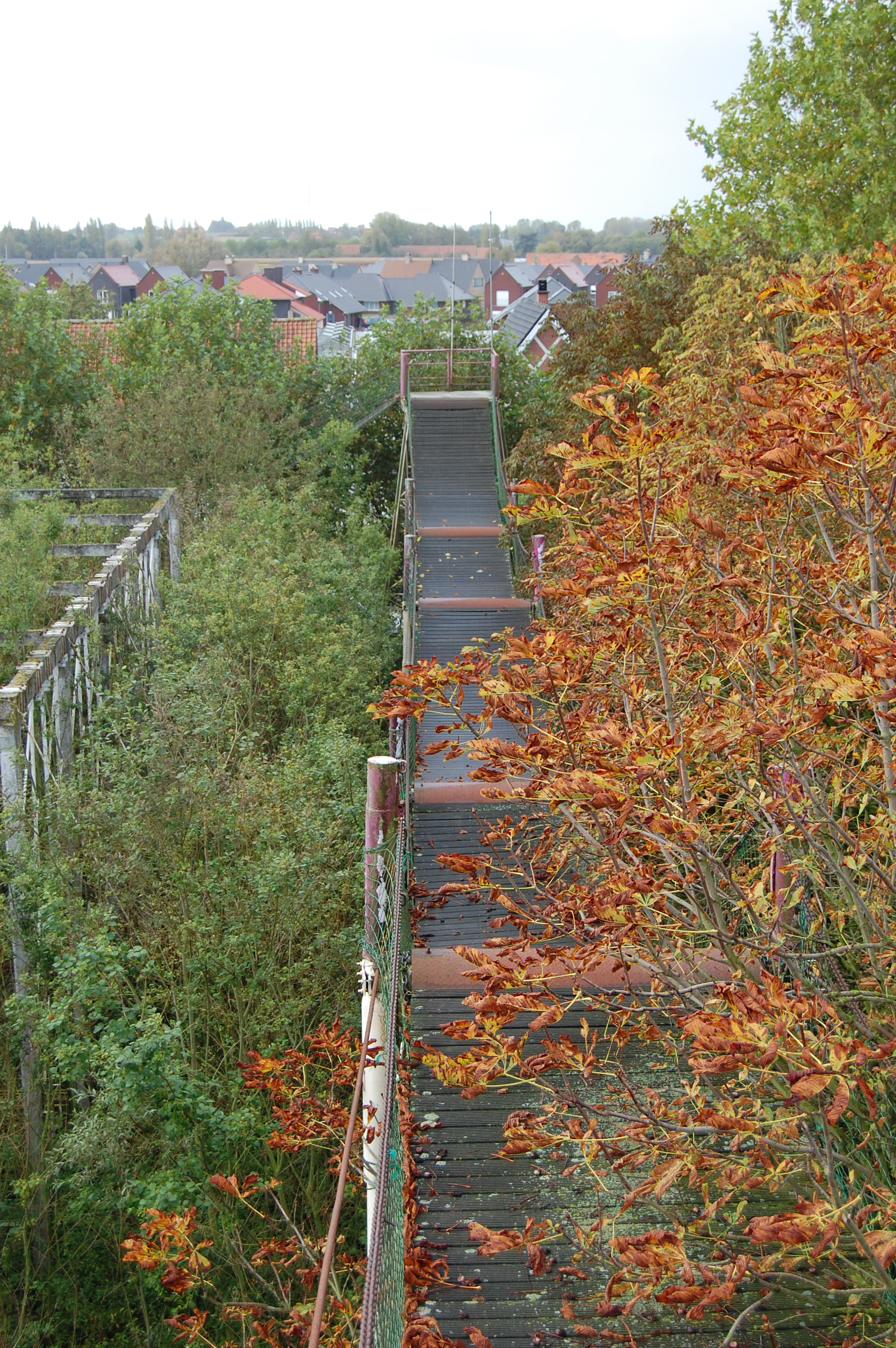
De grote hangbrug, vanaf hoogste punt
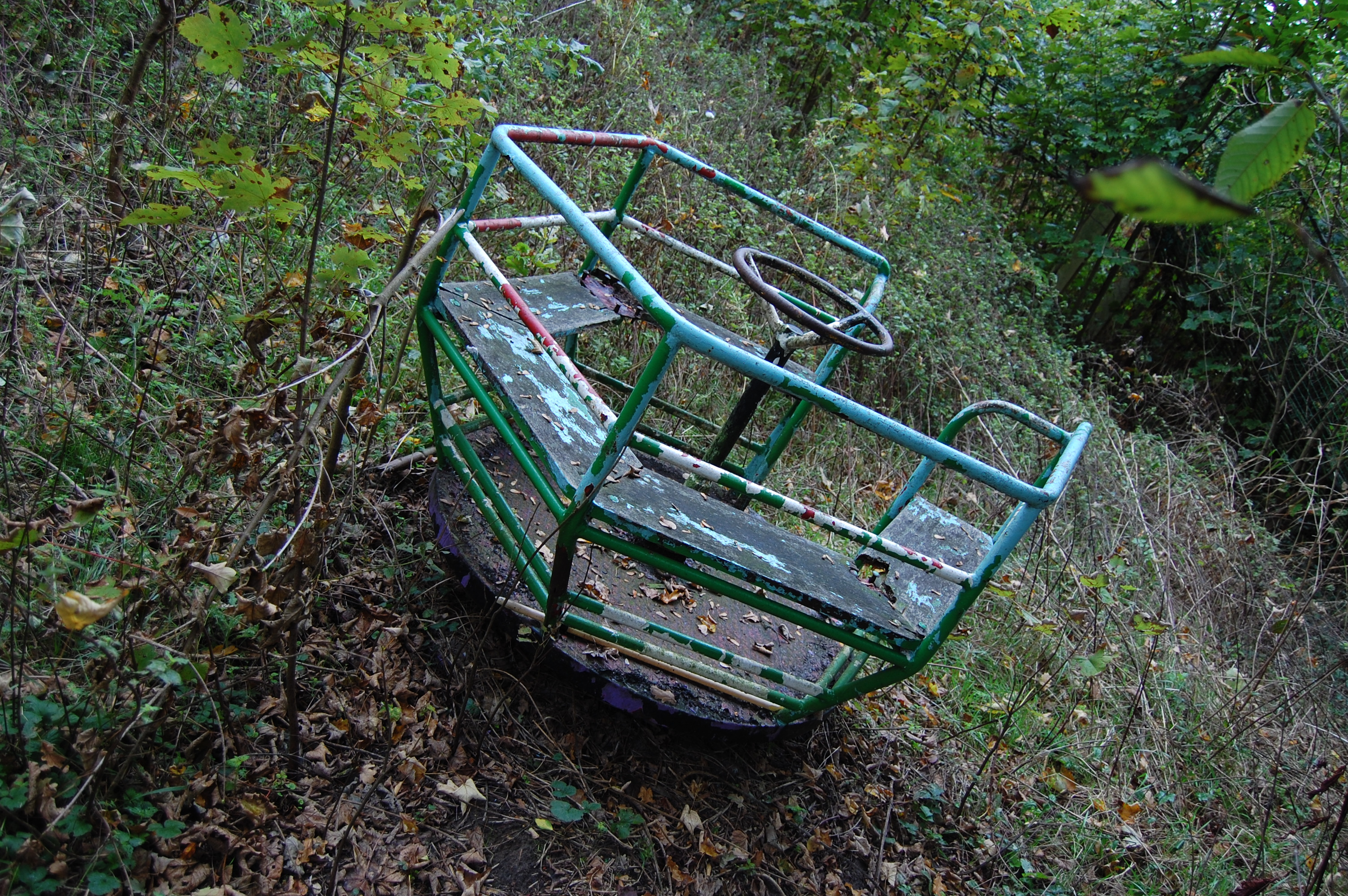
Draaimolentje
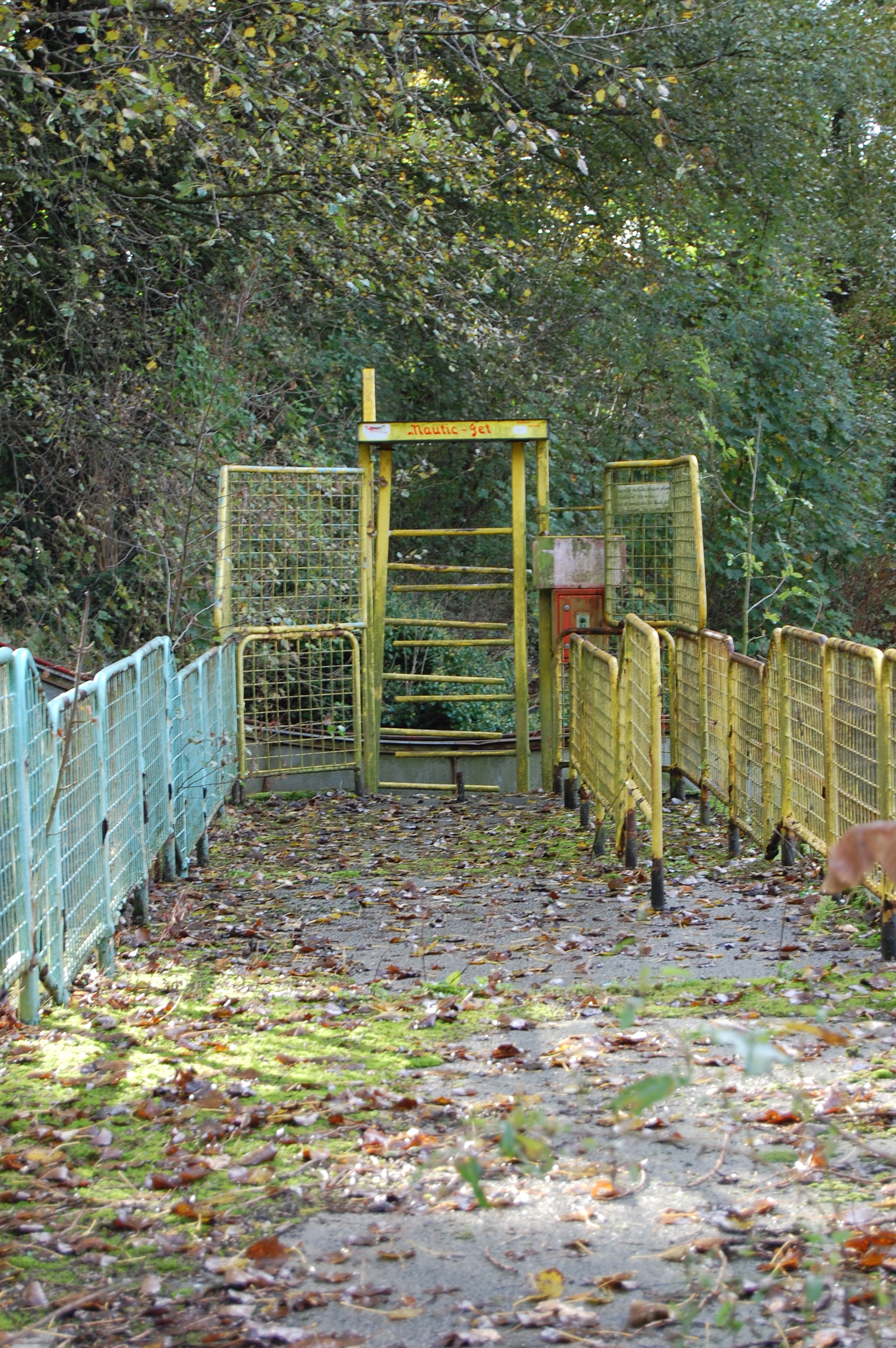
De ingang van de Nautic jet